# Persephona mediterranea
Persephona mediterranea är en kräftdjursart som först beskrevs av J. F. W. Herbst 1794.  Persephona mediterranea ingår i släktet Persephona och familjen Leucosiidae. Inga underarter finns listade i Catalogue of Life.